# Cantonul Seyches
Cantonul Seyches este un canton din arondismentul Marmande, departamentul Lot-et-Garonne, regiunea Aquitania, Franța.

## Comune
| Comune                     | Populație (1999) | Cod poștal | Cod INSEE |
| -------------------------- | ---------------- | ---------- | --------- |
| Cambes                     | 166              | 47350      | 47047     |
| Castelnau-sur-Gupie        | 827              | 47180      | 47056     |
| Caubon-Saint-Sauveur       | 234              | 47120      | 47059     |
| Escassefort                | 632              | 47350      | 47088     |
| Lachapelle                 | 87               | 47350      | 47126     |
| Lagupie                    | 655              | 47180      | 47131     |
| Lévignac-de-Guyenne        | 609              | 47120      | 47147     |
| Monteton                   | 277              | 47120      | 47187     |
| Montignac-Toupinerie       | 138              | 47350      | 47189     |
| Puymiclan                  | 570              | 47350      | 47216     |
| Saint-Avit                 | 167              | 47350      | 47231     |
| Saint-Barthélemy-d'Agenais | 517              | 47350      | 47232     |
| Saint-Géraud               | 80               | 47120      | 47245     |
| Saint-Pierre-sur-Dropt     | 278              | 47120      | 47271     |
| Seyches                    | 1.017            | 47350      | 47301     |